# Miss Suède

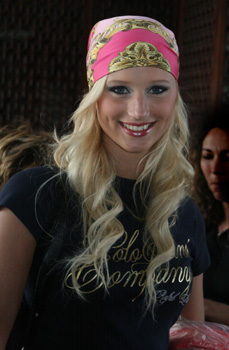
Annie Oliv, Miss Suède 2007

Miss Suède (en Suédois: Fröken Sverige), est un concours de beauté suédois, permettant à la gagnante de participer au concours international Miss Univers. Il est commandité de 1949 à 1999 par le magazine Vecko-Revyn, de 2000 à 2004 par la chaîne de télévision TV3 et depuis 2005 par le fabricant de maillots de bain Panos Emporio.
En 2002, deux féministes ont créé la panique en direct pendant l'élection. Le lendemain, une seconde polémique éclate pour le même concours, déclenchée par la compagnie téléphonique qui déclare que les résultats sont truqués. La polémique est d'autant plus forte que pour la première fois de l'histoire du concours, la gagnante est métisse.
En 2004, Fröken Sverige perd la franchise Miss Monde au profit de Miss Sweden World Inc. et du titre concurrent Miss Monde Suède dirigé par la Miss Norway Models Agency.
En 2005, L'organisateur du concours ne parvient pas à envoyer les lauréates représenter la Suède aux concours internationaux à cause des protestations et menaces de nombreuses associations féministes. Le concours est alors divisé en 4 concours indépendants mais seuls les concours Miss Univers Suède et Miss Monde Suède gardent leur notoriété. Franchisé pour le magazine Moore puis racheté par le fabricant de maillots de bain Panos Emporio en partenariat avec la télévision TV8, Miss Univers Suède offre un nouveau concept, la présentation des candidates se fait à la fois en suédois et en anglais. Grâce à ce concept, 8 pays ont diffusé l'élection en 2007.
Le concours a la longue tradition d'envoyer les candidates en vacances à l'étranger, pour présenter des photos en maillots de bain ou robes du soir aux téléspectateurs, comme Dubaï (1996), les îles Canaries (1997) et Barbade (2002).

## Télévision
Le premier diffuseur télévisé était TV4, de 1992 à 2000. Puis TV3 devient sponsor majoritaire et diffuse l'élection de 2001 à 2005. Depuis 2006, c'est TV8.
En parallèle, Star TV retransmet le concours Miss Univers en Suède.

## Miss Suède

### Miss Suède
| Année | Miss Suède puis Miss Univers Suède                                                                                          | Région                     |
| ----- | --- | -------------------------- |
| 1949  | Kerstin Ringberg | Stockholm                  |
| 1950  | Ebba Adrian | Göteborg                   |
| 1951  | Anita Ekberg | Malmö                      |
| 1952  | Ann-Marie Thistler | Stockholm                  |
| 1953  | Ulla Sandklef | Göteborg                   |
| 1954  | Ragnhild Olausson | Alingsås                   |
| 1955  | Hillevi Rombin | Uppsala                    |
| 1956  | Ingrid Goude | Sandviken                  |
| 1957  | Inger Johnson | Göteborg                   |
| 1958  | Britt Gårdman | Stockholm                  |
| 1959  | Mari-Louise Ekström | Sundsvall                  |
| 1960  | Birgitta Öfling | Uppsala                    |
| 1961  | Gunilla Knutsson | Ystad                      |
| 1962  | Karin Hyldgaard-Jensen | Göteborg                   |
| 1963  | Kerstin Jonsson | Stockholm                  |
| 1964  | Siv Marta Åberg | Gävle                      |
| 1965  | Ingrid Norrman | Tranås                     |
| 1966  | Margareta Arvidsson | Vänersborg                 |
| 1967  | Eva-Lisa Svensson | Göteborg                   |
| 1968  | Anne-Marie Hellqvist | Hallsberg                  |
| 1969  | Birgitta Lindloff | Göteborg                   |
| 1970  | Britt-Inger Johansson | Kalmar                     |
| 1971  | Wivianne Öianhen | Vaxholm                    |
| 1972  | Britt-Marie Johansson | Trångsund                  |
| 1973  | Monica Sundin | Stockholm                  |
| 1974  | Kitty Eriksson | Lund                       |
| 1975  | Eva Eriksson | Örebro                     |
| 1976  | Sabina Nilsson | Månkarbo                   |
| 1977  | Birgitta Lindvall | Luleå                      |
| 1977  | Birgitta Lindvall participe à Miss Univers 1977, sa dauphine Mary Stävin participe et remporte le concours Miss Monde 1977. |                            |
| 1978  | Cecilia Rodhe | Göteborg                   |
| 1979  | Anette Ekström | Eskilstuna                 |
| 1980  | Eva Birgitta Andersson | Uddevalla                  |
| 1981  | Eva-Lena Lundgren | Piteå                      |
| 1982  | Anna-Kari Bergström | Piteå                      |
| 1983  | Viveca Ljung | Göteborg                   |
| 1984  | Yvonne Ryding Miss Univers 1984                                                                                             | Eskilstuna                 |
| 1985  | Carin Marklund | Eskilstuna                 |
| 1986  | Anna Rahmberg | Göteborg                   |
| 1987  | Susanne Thörngren | Handen                     |
| 1988  | Annika Davidsson | Umeå                       |
| 1989  | Louise Drevenstam | Örebro & Stockholm         |
| 1990  | Linda Isaksson | Vilhelmina                 |
| 1991  | Susanna Gustafsson | Grums                      |
| 1992  | Monica Brodd | Täby                       |
| 1993  | Johanna Lind | Linköping                  |
| 1994  | Domenique Forsberg | Kiruna (Miss Lappland)     |
| 1995  | Petra Hultgren | Värmdö (Miss Stockholm)    |
| 1996  | Annika Duckmark | Borås (Miss Västergötland) |
| 1997  | Victoria Lagerström | Stockholm (Miss Stockholm) |
| 1998  | Jessica Olérs | Borlänge (Miss Dalarna)    |
| 1999  | Emma-Helena Nilsson | Östersund (Miss Jämtland)  |
| 2000  | Valerie Aflalo | Malmö (Miss Malmö)         |
| 2001  | Malin Olsson | Helsingborg (Miss Dalarna) |
| 2002  | Malou Hansson | Tandlös (Miss Uppland)     |
| 2003  | Helena Stenbäck | Piteå (Miss Norrbotten)    |
| 2004  | Katarina Wigander | Lerum                      |
| 2005  | Pas d’élection | Pas d’élection             |
| 2006  | Josephine Alhanko | Stockholm                  |
| 2007  | Isabel Lestapier Winqvist                                                                                                   | Helsingborg                |
| 2007  | Lina Hahne | Kalix                      |
| 2009  | Renate Veronica Cerljen | Skåne                      |
| 2010  | Michaela Savic | Skåne                      |
| 2011  | Ronnia Fornstedt | Stockholm                  |
| 2012  | Hanni Beronius | Västra Götaland            |
| 2013  | Alexandra Friberg | Stockholm                  |
| 2014  | Camilla Hansson | Stockholm                  |
| 2015  | Paulina Brodd | Stockholm                  |
| 2016  | Ida Ovmar | Norrbotten                 |
| 2017  | Frida Fornander | Västmanland                |
| 2018  | Emma Strandberg | Västmanland                |
| 2019  | Lina Ljungberg | Östergötland               |
| 2021  | Moa Sandberg | Stockholm                  |

### Miss World Sweden
| Année | Miss Monde Suède   | Pays      |
| ----- | ------------------ | --------- |
| 2003  | Ida Söfringsgärd   | Växjö     |
| 2004  | Helena Hiertonsson | Kalmar    |
| 2005  | Liza Berggren      | Göteborg  |
| 2006  | Cathrin Skoog      | Östersund |
| 2007  | Annie Oliv         | Göteborg  |